# Križna Gora, Škofja Loka
Križna Gora este o localitate din comuna Škofja Loka, Slovenia, cu o populație de 102 locuitori.